# دولت‌آباد (سلفچگان)
دولت‌آباد روستایی در بخش سلفچگان شهرستان قم استان قم ایران است.

## جمعیت
بر پایه سرشماری عمومی نفوس و مسکن در سال ۱۳۹۵ جمعیت این روستا ۲۲ نفر (۱۳خانوار) بوده‌است.